# Bulbophyllum coweniorum
Bulbophyllum coweniorum är en orkidéart som beskrevs av Jaap J. Vermeulen och P.O'byrne. Bulbophyllum coweniorum ingår i släktet Bulbophyllum och familjen orkidéer.
Artens utbredningsområde är Laos. Inga underarter finns listade i Catalogue of Life.